# Zestig van Texel
De Zestig van Texel is een ultraloop, die om de twee jaar wordt gehouden op Texel. Het evenement kent tegenwoordig de afstanden 60 km – waar de loop zijn naam aan ontleent – en de 120 km. De 60 km kent tevens een estafettevariant van 4 x 15 km. Deze afstanden staan te boek als officiële Atletiekunie-wedstrijden en zijn ook opengesteld voor prestatielopers en prestatieteams. In 2019 was er voor het eerst ook de mogelijkheid om de 60 km als wandeltocht te doen. 
De Zestig van Texel wordt georganiseerd door AV Texel en vindt plaats in de oneven jaren op Tweede Paasdag. De meerderheid van de deelnemende ultralopers komt uit Nederland. Het evenement kent soms zelfs meer Nederlandse deelnemers dan de Run Winschoten en de Ronde van de Haarlemmermeer. Hiernaast doen er ieder jaar ook een aantal sterke Belgische en Duitse ultralopers mee.
De organisatie accepteert per wedstrijd slechts een beperkt aantal deelnemers. Er wordt gelopen met de ChampionChip ten behoeve van de tijdregistratie.

## Toelatingseisen en tijdslimieten
De volgende tijdslimieten worden gehanteerd:
| Afstand             | Tijdlimiet |
| ------------------- | ---------- |
| 60 km               | 7:30 uur   |
| 120 km              | 13:30 uur  |
| 4 x 15 km estafette | 6:30 uur   |

Voor de 120 km gelden de volgende toelatingseisen:
| Wedstrijd                               | Eis               |
| --------------------------------------- | ----------------- |
| 100 km wedstrijd                        | 9:30 of sneller   |
| 12 uursloop                             | 120 km of meer    |
| 24 uursloop                             | 200 km of meer    |
| Recente Zestig van Texel                | 13 uur of sneller |
| Recente Jan Knippenberg Memorial 100 EM | 20 uur of sneller |
| Recente Spartathlon                     | 36 uur of sneller |

## Geschiedenis
De loop is ontstaan na gedachtegoed van Jan Knippenberg. Hij was een ultraloper, die jarenlang op Texel woonde en daar geschiedenisdocent was. Hij liep als training geregeld de ronde van Texel (60 km). Na plannen voor een marathon, stelde Knippenberg voor een ultraloop te organiseren, omdat er volgens hem al genoeg marathons in Nederland waren.
Op 1 april 1991 was de eerste editie een feit. De organisatie had het zichzelf niet makkelijk gemaakt. Naast de 60 km stond er namelijk nog marathon, 28 km wedstrijd, 15 km wedstrijd, 4 x 15 km estafette en 2 x 30 km estafette op het programma. Ook werden er door een aantal Texelse vrouwenteams aan een 8 x 7,5 km loop-/fiets prestatie-estafette deelgenomen. Knippenberg deed als enige lid van de organisatie zelf ook mee. Hij finishte bij de eerste editie als 23e op de 60 km met 5:19.48. Twee jaar later werd hij derde op de 120 km in 11:18.50. In 1995 moest hij moegestreden na circa 80 km uitstappen. Het was de laatste keer dat hij deelnam. Een half jaar later overleed Knippenberg aan de gevolgen van kanker.
Bij de tweede editie in 1993 sneuvelde de marathon en de 15 km solo. Als extra werd er wel een wedstrijd over 120 km toegevoegd.
In 2001 kon de loop niet op Tweede Paasdag plaatsvinden, maar moest deze verzet worden wegens een mond-en-klauwzeerepidemie.
Sinds 2005 geldt op de 120 km een tijdslimiet. Eerst was deze 12 uur en later werd deze opgerekt naar 13 uur. Sinds 2009 zijn de startnummers voorzien van de naam van de deelnemer.
Opvallend deelnemer in 2011 was Luc Krotwaar, zevenvoudig Nederlands kampioen op de marathon. Hij had kort daarvoor besloten zich niet meer op de marathon te richten, maar op het ultralopen. Hij won de wedstrijd in een tijd van 4:14.08. Krotwaar probeerde de 100 km onder knie te krijgen en gebruikte deze wedstrijd als opstap.

## Wisseltrofee
De wisseltrofee op de 60 km is een oude schoen van de ultraloper Jan Knippenberg. Hij stelde deze schoen ter beschikking bij de allereerste editie in 1991. Het betreft de linkerschoen van een paar dat hij gebruikte tijdens zijn 18 daagse tocht van Hoek van Holland naar Stockholm in 1974. Ook gebruikte hij dit paar tijdens zijn eerste rondje IJsselmeer in 1976. De eerste loper die de 60 km driemaal weet te winnen, mag de linkerschoen permanent houden. De rechterschoen is nog steeds in het bezit van de familie Knippenberg en zij zijn genegen om vervolgens die schoen als nieuwe wisseltrofee ter beschikking te stellen.
Sinds de eerste editie krijgt een Texelaar voor de meest markante prestatie een schapenroostertrofee. Deze prijs werd ooit als grapje door Wim Daman in de werkplaats van de PEN-centrale in Oudeschild in elkaar gezet vanwege de discussie of de schaapsroosters nu wel of niet tijdens de wedstrijd verwijderd moesten worden. Bij de eerste loop kreeg Jan Knippenberg de prijs overhandigd, omdat hij als enige Texelaar solo de 60 km volbracht. Jan was blij verrast met deze attentie, maar opperde meteen dat de volgende editie de prijs naar een andere Texelaar met een markante prestatie tijdens De Zestig moest gaan.

## Parcours
Het parcours is zwaar, afwisselend en voor het grootste gedeelte autovrij. Alle markante punten van het eiland worden aangedaan.
De start van de 60 km is bij het NIOZ (Koninklijk Nederlands Instituut voor Zeeonderzoek), vlak bij de aankomstplaats van de veerboot.
Het eerste deel van de route loopt langs de westkant door de duinen en over het Noordzeestrand naar de noordpunt. Het tweede deel gaat langs de waddenkant. Dit deel is geheel verhard en loopt via Oosterend en langs de haven van Oudeschild met aan het einde de beklimming van de Hoge Berg.
De finish voor alle afstanden is voor de Stayokay op de Haffelderweg, aan de zuidkant van Den Burg.

## Wedstrijden
| Editie | Datum           | Aantal 60 km (gestart) | Aantal 120 km (gestart) |
| ------ | --------------- | ---------------------- | ----------------------- |
| 1      | 1 april 1991    | 49                     | X                       |
| 2      | 12 april 1993   | 92                     | 6                       |
| 3      | 17 april 1995   | 95                     | 13                      |
| 4      | 1 april 1997    | 95                     | 14                      |
| 5      | 5 april 1999    | 154                    | 17                      |
| 6      | 21 oktober 2001 | 82                     | 21                      |
| 7      | 21 april 2003   | 215                    | 16                      |
| 8      | 28 maart 2005   | 233                    | 21                      |
| 9      | 9 april 2007    | 236                    | 26                      |
| 10     | 13 april 2009   | 300                    | 26                      |
| 11     | 25 april 2011   | ~ 450                  | ~ 40                    |
| 12     | 1 april 2013    | 450                    | 32                      |
| 13     | 6 april 2015    | 384                    | 24                      |
| 14     | 17 april 2017   | 481                    | 32                      |

## Winnaars

### 60 km
| Jaar | Man                  | Land | Tijd    | Vrouw                 | Land | Tijd    |
| ---- | -------------------- | ---- | ------- | --------------------- | ---- | ------- |
| 2019 | Wouter Decock        | BEL  | 3:55.39 | Hinke Schokker        | NED  | 4:36.33 |
| 2017 | Pascal van Norden    | NED  | 4:06.26 | Belinda Hall          | SUI  | 4:59.38 |
| 2015 | Iwan Kamminga        | NED  | 3:59.29 | Irene Kinnegim        | NED  | 4:42.14 |
| 2013 | Pieter Vermeesch     | BEL  | 4:03.12 | Carola Schot          | NED  | 5:08.57 |
| 2011 | Luc Krotwaar         | NED  | 4:14.08 | Chantal van der Geest | NED  | 5:33.39 |
| 2009 | Marc Papanikitas     | BEL  | 4:09.59 | Inge Tijsmans         | NED  | 5:30.07 |
| 2007 | Jan van der Marel    | NED  | 4:09.49 | Annette Voets         | NED  | 5:07.10 |
| 2005 | Marc Papanikitas     | BEL  | 3:59.17 | Inez Jacquemart       | BEL  | 5:09.02 |
| 2003 | Veron Lust           | NED  | 4:12.32 | Inez Jacquemart       | BEL  | 5:07.01 |
| 2001 | Veron Lust           | NED  | 4:10.46 | Prisca Vis            | NED  | 5:37.35 |
| 1999 | Jan Vandendriessche  | BEL  | 3:57.35 | Linda Valent          | NED  | 5:46.31 |
| 1997 | Edward de Ruiter     | NED  | 4:07.24 | Birgit Lennartz       | GER  | 4:35.57 |
| 1995 | Gerrit van Rotterdam | NED  | 3:57.16 | Bettina Reimers       | GER  | 5:26.53 |
| 1993 | Aad Butter           | NED  | 4:01.14 | Letteke Broekman      | NED  | 5:28.59 |
| 1991 | Aad Butter           | NED  | 4:01.41 | Letteke Broekman      | NED  | 4:57.35 |

### 120 km
| Jaar | Man                | Land | Tijd     | Vrouw               | Land     | Tijd     |
| ---- | ------------------ | ---- | -------- | ------------------- | -------- | -------- |
| 2019 | Geert Ceuppens     | BEL  | 9:50.15  | Irene Kinnegim      | NED      | 10:02.44 |
| 2017 | Werner Roels       | BEL  | 9:50.29  | Maartje Bastings    | SUI      | 11:21.45 |
| 2015 | Paul Giblin        | GBR  | 9:24.15  | Leonie van den Haak | NED      | 10:47.00 |
| 2013 | Jan-Albert Lantink | NED  | 9:30.39  | Wilma Dierx         | NED      | 11:56.59 |
| 2011 | Jan-Albert Lantink | NED  | 9:43.02  | Sharon Gayter       | GBR      | 12:24.03 |
| 2009 | Jan-Albert Lantink | NED  | 9:47.03  | Monique Muhlen      | LUX      | 12:35.38 |
| 2007 | Edward de Ruiter   | NED  | 10:05.43 | Ida Verduin-Boone   | NED      | 11:34.50 |
| 2005 | Wim-Bart Knol      | NED  | 9:53.48  | Elke Streicher      | GER      | 11:33.40 |
| 2003 | Wim-Bart Knol      | NED  | 9:44.43  | Lies Heijnen        | NED      | 12:46.11 |
| 2001 | Paul Beckers       | BEL  | 9:49.48  | Ria Buiten          | NED      | 14:10.34 |
| 1999 | Guus Smit          | NED  | 10:01.16 | Anke Drescher       | GER      | 10:55.44 |
| 1997 | Dirk Westerduin    | NED  | 9:23.30  | Anke Drescher       | GER      | 10:59.58 |
| 1995 | Ron Teunisse       | NED  | 9:52.38  | Onbekend            | Onbekend | Onbekend |
| 1993 | Ron Teunisse       | NED  | 9:47.38  | Onbekend            | Onbekend | Onbekend |

### Estafette
| Jaar | Mannenteam                    | Tijd    | Vrouwenteam              | Tijd    |
| ---- | ----------------------------- | ------- | ------------------------ | ------- |
| 2017 | NED Loopreizen.nl             | 3:50.36 | NED #Hellasloopboost4    | 4:47.38 |
| 2015 | NED Hellas Angels             | 3:43.35 | NED Arnhemse Meisjes     | 4:14.53 |
| 2013 | NED Sterk konijn ver van de k | 3:48.16 | NED Team 3.0             | 4:32.41 |
| 2011 | BEL De Kempen                 | 3:44.33 | NED Hellas Triathlon     | 4:26.11 |
| 2009 | GER SSG Königswinter          | 4:09.05 | NED AV Phoenix           | 4:40.22 |
| 2007 | NED AV Veluwe                 | 3:52.22 | NED AV Phoenix           | 4:27.24 |
| 2005 | NED AV Veluwe                 | 3:43.12 | NED Loopgroep Hoorn      | 4:42.02 |
| 2003 | NED Ciko '66 Sterrenteam      | 3:43.26 | NED Haag Atletiek        | 4:48.51 |
| 2001 | NED AV Rijnsoever             | 4:00.57 | NED Haag Atletiek        | 4:44.10 |
| 1999 | NED AV Rijnsoever             | 3:53.43 | NED Haag Atletiek        | 4:43.14 |
| 1997 | NED VSB Runningteam           | 3:40.30 | NED Triathlon Texel      | 4:38.04 |
| 1995 | NED SV Noordkop Atletiek      | 3:36.06 | NED SV Noordkop Atletiek | 4:32.28 |
| 1993 | NED SV Noordkop Atletiek      | 3:37.54 | NED Olympus '70          | 4:30.13 |
| 1991 | GER Gl. Atl. Wipperfürth      | 3:31.37 | NED SV Noordkop Atletiek | 4:47.19 |

## Schaaprooster-trofee
| Jaar | Naam                          | Leeftijd            | Prestatie                        |
| ---- | ----------------------------- | ------------------- | -------------------------------- |
| 2009 | Rob Teisman                   | 51 jaar             | 60 km in 5:22.42                 |
| 2007 | Erik van der Velden           | 36 jaar             | 60 km in 4:39.04                 |
| 2005 | Peter van der Struis          | 39 jaar             | 60 km in 6:17.51                 |
| 2003 | Jan van der Star              | 52 jaar             | 60 km in 6:23.57                 |
| 2001 | Mariska Koenders André Schoo  | beide 42            | 120 km in 16:15.00               |
| 1999 | Mariska Koenders              | 40 jaar             | 60 km in 6:26.27                 |
| 1997 | Team De Jager                 | 39/ 75/ 41/ 75 jaar | 4 x 15 km in 5:16.23             |
| 1995 | Joost Brouwer                 | 35 jaar             | 60 km in 4:41.50                 |
| 1993 | Jan Knippenberg Joost Brouwer | 45 jaar 33 jaar     | 120 km 11:18.50 60 km in 4:17.44 |
| 1991 | Jan Knippenberg               | 43 jaar             | 60 km in 5:19.48                 |